# Dorian van Rijsselberghe
Dorian van Rijsselberghe (ur. 24 listopada 1988 w Den Burg) – holenderski żeglarz, specjalizujący się w windsurfingowej klasie RS:X, mistrz olimpijski, mistrz świata.